# 107 mm M1910/30
Il cannone 107 mm M1910/30 (in russo: 107-мм пушка образца 1910/30 годов) era un cannone da campagna sovietico. Il cannone era basato su un pezzo originariamente sviluppato dalla francese Schneider prima della Grande Guerra ed usato dall'Esercito imperiale russo come 107 mm M1910. Questa variante modernizzata venne adottata nel 1931 ed offriva una maggiore gittata. Il M1910/30 rimase in produzione fino a metà degli anni trenta e venne impiegato dall'Armata Rossa nella seconda guerra mondiale, principalmente dall'artiglieria di corpo d'armata e da quella della Riserva del Comando Generale. Alcuni pezzi di preda bellica vennero impiegati anche dalla Wehrmacht.

## Storia

### Sviluppo e produzione
Dalla fine degli anni venti l'Armata Rossa cercò di aggiornare i suoi pezzi risalenti all'epoca zarista. Una delle armi modernizzate fu il 107 mm M1910, progettato da Schneider. I progetti di modernizzazione furono presentati dall'Orudiyno-Arsenalny Trest (OAT) e dal bureau di progettazione del Comitato tecnico-scientifico del GAU (KB NTK GAU). Dopo le prove comparative venne deciso di adottare l'arma progettata dal KB NTK GAU, ma con l'equilibratore sviluppato dall'OAT. L'arma modernizzata venne adottata nel 1931 come 107 mm M1910/30.
I miglioramenti riguardarono:
- canna allungata di 10 calibri,
- camera di scoppio allungata,
- introduzione di munizioni separate,
- modifiche a recuperatore, culla e meccanismo di elevazione.

I nuovi pezzi furono prodotti dalle Officine Bol’ševik di Leningrado e dalla Fabbrica Barrikadij di Stalingrado dal 1931 fino al 1935 o oltre. Ai pezzi di nuova produzione si aggiunse un certo numero di vecchi M1910 aggiornati al nuovo standard presso Bol’ševik e presso gli Impianti N. 7, N. 13 e KKZ.
La modernizzazione del pezzo diede all'Armata Rossa un pezzo affidabile dal peso relativamente contenuto, con gittata aumentata ed una vasta gamma di munizioni. D'altra parte, la modernizzazione non riuscì a risolvere altri inconvenienti dell'arma. Poiché le ruote non erano ammortizzate, il 1910/30 non era adatto per il traino ad alta velocità. Il limitatissimo settore di brandeggio (solo 6°) ne limitava inoltre l'efficacia contro i carri nemici, nonostante fosse dotato di una discreta capacità di penetrazione.
Per confronto con i corrispondenti pezzi nemici, il cannone standard tedesco da 105 mm, il 10,5 cm sK 18, superava l'omologo russo in gittata (19–21 km), brandeggio (60°) e velocità di traino (oltre 40 km/h), al prezzo tuttavia di un peso maggiore (6 t).
Nel 1940, l'armata rossa adottò una più moderna bocca da fuoco da 107 mm, il M-60. Anche se originariamente destinato (ed ufficialmente designato) all'artiglieria divisionale, in pratica non fu mai assegnato alle divisioni di fanteria ma dal 1943 servì nei reintrodotti corpi d'armata. Tuttavia, subito dopo lo scoppio della guerra la produzione del M-60 venne interrotta. Nel 1943 venne sviluppato un altro pezzo da 107 mm, il 107 mm 9S-1, che non venne mai adottato, rimanendo così il M1910/30 l'ultimo pezzo da 107 mm prodotto in massa in servizio nell'Armata Rossa.

### Organizzazione ed impiego operativo

#### Armata Rossa
Il M1910/30 venne assegnato all'artiglieria di corpo d'armata. Nel 1941 esistevano tre diversi organigrammi per i reggimenti di artiglieria di corpo d'armata:
- due battaglioni da 152 mm M1937 (24 pezzi) ed un battaglione da 107 mm M1910/30 (12 pezzi),
- due battaglioni da 152 mm M1937 (24 pezzi) e due battaglioni da 122 mm o da 107 (24 pezzi),
- tre battaglioni da 152 mm M1937 (36 pezzi).

In settembre 1941 i corpi d'armata di fucilieri (fanteria) vennero sciolti e di conseguenza l'artiglieria di corpo d'armata cessò di esistere. I cannoni da 107 mm vennero quindi trasferiti alle unità della Riserva del Comando Generale, in reggimenti da 12, 18 o 24 pezzi o brigate da 36 pezzi. Quando nel 1943 il livello di corpo d'armata venne reintrodotto, i pezzi da 107 mm tornarono al loro ruolo originale. I nuovi reggimenti di artiglieria di corpo d'armata schieravano 16-20 pezzi, che oltre al 107 mm includevano cannoni da 122 mm e obici da 152 mm. Alcuni 107 mm vennero anche usati da reggimenti di artiglieria indipendenti delle regioni fortificate e da battaglioni e batterie indipendenti assegnati a livello di fronte ed armata.
I M1910/30 entrarono in azione nella battaglia di Khalkhin Gol, nella quale andarono persi 4 pezzi. Furono poi usati nella guerra d'inverno (12 pezzi alla 7ª Armata, 24 al 467º Reggimento artiglieria dell'8ª Armata, 12 al 51º Reggimento artiglieria della 9ª Armata), apparentemente senza perdite.
Nel giugno 1941, in accordo con diverse fonti, l'Armata Rossa possedeva 828 o 863 cannoni M1910/30, inclusi 4 pezzi della Marina militare sovietica. Di questi, 474 cannoni da 107 mm, inclusi un limitato numero di nuovi 107 mm M1940 (M-60), erano assegnati ai distretti militari occidentali. Molti di questi andarono perduti all'inizio della Grande Guerra Patriottica. Nel 1943, l'Armata Rossa schierava ancora 490 pezzi da 107 mm di tutti i modelli, la maggior parte M1910/30, alcuni dei quali rimasero in servizio fino alla fine della guerra.

#### Wehrmacht
Un certo numero di M1910/30 vennero catturati dalla Wehrmacht ed immessi in servizio sia nell'artiglieria campale che in quella costiera, con la denominazione 10,7 cm K 352(r). In marzo 1944 la Wehrmacht possedeva ancora 17 pezzi, tutti sul fronte orientale.

## Tecnica

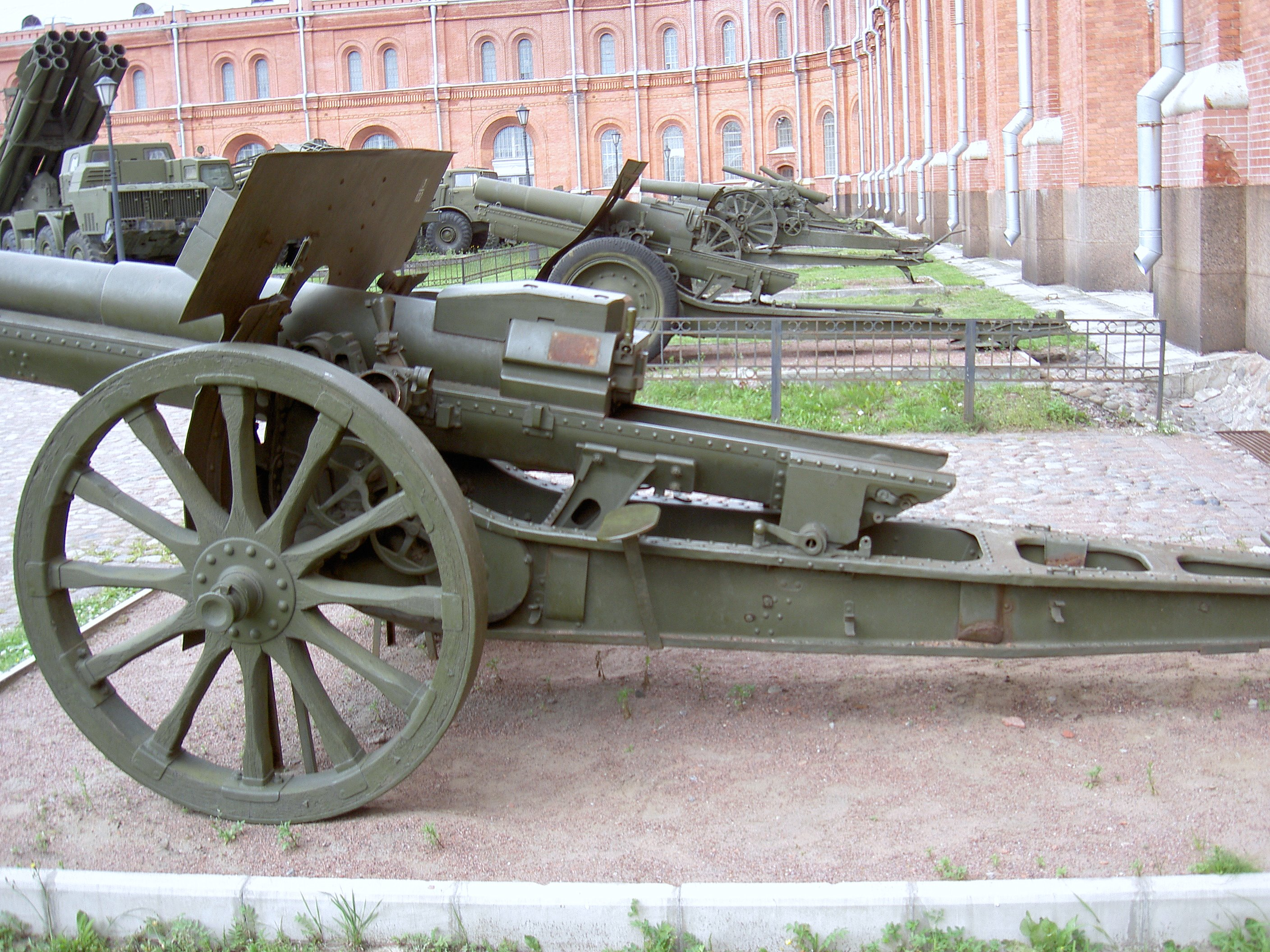
M1910/30.

La canna del M1910/30 era più lunga dell'originale ed era dotata di un freno di bocca con 11 scanalature laterali. Per bilanciare la bocca da fuoco, la culatta venne dotata di un contrappeso. L'otturatore era del tipo a vite interrotta. Il sistema di rinculo era costituito da un freno di sparo idraulico e da un recuperatore idropneumatico, localizzati sotto alla canna.
L'affusto scudato a coda unica era identico a quello del M1910, montato su ruote in legno o metalliche con semipneumatici, su assale non ammortizzato. Con le ruote di legno, la velocità di traino era limitata a circa 6 km/h. Il traino era effettuato, tramite avantreno, da 4 pariglie di cavalli; altre 3 pariglie trainavano il cassone porta-munizioni con 42 colpi completi.

## Munizionamento
Il cannone sparava munizioni separate, con carica di lancio in bossolo metallico. Erano disponibili due differenti cariche: la piena e la ridotta. L'uso della carica piena era proibito con il freno di bocca rimosso o con le vecchie munizioni HE, gli shrapnel ed i fumogeni.
| Munizionamento disponibile                     |         |             |                 |                           |                 |
| Tipo                                           | Modello | Peso, kg    | Peso carica, kg | Velocità alla volata, m/s | Gittata, km     |
| Proietti perforanti                            |         |             |                 |                           |                 |
| APCBC                                          | B-420   | 18,71       | 0,44            | 655                       | 3,000           |
| Proietti ad alto esplosivo ed a frammentazione |         |             |                 |                           |                 |
| HE-Frammentazione, lungo raggio, acciaio       | OF-420  | 17,2        | 2,15            | 670                       | 16,130          |
| HE-Frammentazione                              | OF-420U | 17,4        | 2,01            | 670                       | 16,130          |
| HE                                             | F-420U  | 16.54       | 1.8             | 581 (carica ridotta)      | 14,150          |
| HE, obsoleta                                   | F-422L  | 16,41       | 1,56            | 580 (carica ridotta)      | 11,220          |
| HE, obsoleta                                   | F-422K  | 16,41       | 1,54            | 580 (carica ridotta)      | 11,220          |
| HE, obsoleta                                   | F-422M  | 16,41       | 1,7             | 580 (carica ridotta)      | 11,220          |
| Shrapnel                                       |         |             |                 |                           |                 |
| Shrapnel con miccia da 45 sec                  | Sh-422  | 16,54-17,25 | 0.44            | 579 (carica ridotta)      | 9,400           |
| Shrapnel con miccia T-6                        | Sh-422T | 16,44       | 0,44            | 579 (carica ridotta)      | 10,700          |
| Proietti fumogeni                              |         |             |                 |                           |                 |
| Fumogena                                       | D-422U  | 16,73       | 0,32/1.76       | 580 (carica ridotta)      | 11,220          |
| Proietti incendiari                            |         |             |                 |                           |                 |
| Incendiaria, con miccia T-6/T-7                | Z-420   | 17,2        | 0,035/1,6       | 670                       | 10,800 (15,000) |
| Incendiaria, con miccia T-6/T-7                | Z-420   | 16,37       | 0,035/1,6       | 680                       | 10,180 (15,260) |
| Proietti a caricamento chimico                 |         |             |                 |                           |                 |
| Frammentazione-chimica                         | OH-420  | 17,2        |                 | 670                       | 16,130          |
| Chimica                                        | HS-420  | 16,9        |                 | 670                       | 16,130          |
| Chemical with "NOV"                            | HN-422  | 16.4        |                 | 580 (carica ridotta)      | 11,220          |
| Chimica con "SOV"                              | HS-422  | 16,4        | 0,35/1,7        | 580 (carica ridotta)      | 11,220          |

| Potere di penetrazione |                          |                          |
| APCBC B-420            |                          |                          |
| Distanza, m            | Angolo d'impatto 60°, mm | Angolo d'impatto 90°, mm |
| 100                    | 95                       | 117                      |
| 250                    | 93                       | 115                      |
| 500                    | 90                       | 111                      |
| 750                    | 87                       | 107                      |
| 1.000                  | 84                       | 103                      |
| 1,500                  | 78                       | 95                       |
| 2.000                  | 72                       | 89                       |
| 2,500                  | 67                       | 82                       |
| 3.000                  | 62                       | 76                       |